# The Stooges
The Stooges, ook bekend als Iggy and the Stooges was een Amerikaanse rockband, opgericht in 1967 met als leden Ron Asheton op gitaar, Scott Asheton op drums, David Alexander op basgitaar en zanger Iggy Pop. De groep wordt gerekend tot een van de voornaamste protopunkbands.

## Biografie

### The Psychedelic Stooges
Aanvankelijk kreeg de band de naam The Psychedelic Stooges. Hun vroegste muziek is heel wat experimenteler dan de muziek die ze later zouden brengen. Ze schuwden bijvoorbeeld het gebruik van ongewone klankmiddelen niet, zoals olievaten en stofzuigers. Hun optredens werden gekenmerkt door een agressieve houding en primitief geluid. Tevens hield Iggy Pop ervan zijn publiek te provoceren. Zo dook hij bij momenten de zaal in, smeerde zich in met pindakaas en verwondde zichzelf door middel van glasscherven.

### Platencontract bij Elektra Records
In 1968 tekenden ze een contract bij Elektra Records en veranderden hun naam in The Stooges. Ze begonnen te werken aan de opname van hun eerste album, dat geproduceerd werd door John Cale, die zojuist The Velvet Underground had verlaten. In 1969 verscheen dit debuutalbum, The Stooges, maar de verkoop ervan viel tegen en het werd op dat moment slecht onthaald door muziekcritici. Evenals The Velvet Underground & Nico geldt deze plaat tegenwoordig als een klassieker en zijn "I Wanna Be Your Dog", "1969" en "No Fun" veelgecoverde nummers.
In 1970 zou een tweede album, Fun House, volgen. Net als zijn voorganger was ook Fun House destijds geen commercieel succes. Er werd gekozen om de bezetting uit te breiden met een tweede gitarist, James Williamson en een toetsenist, Bob Scheff. Niet veel later zou Scheff vervangen worden door Scott Thurston. Ook David Alexander verliet de band. Hij werd vervangen door Zeke Zettner en James Recca. Inmiddels waren alle bandleden ook zware drugsgebruikers geworden. Bij Iggy Pop zelf nam het drugsgebruik dusdanige vormen aan dat hij soms niet eens rechtop op het podium kon staan en optredens zittend moest afronden. Elektra Records liet de band dan ook vallen en The Stooges waren genoodzaakt een pauze in te lassen.

### Platencontract bij Columbia Records
Een paar maanden later, in 1972, ontmoette Iggy Pop David Bowie en de twee werden goede vrienden. Bowie zorgde ervoor dat Iggy Pop en The Stooges een platencontract kregen bij Columbia Records. Aanvankelijk was het Iggy Pop zelf die het mixen van het album op zich nam. De nummers werden echter te ruw bevonden door de platenmaatschappij, en vervolgens werd Bowie aangezocht om de plaat te remixen. Deze derde plaat, Raw Power, verscheen in 1973 onder de naam "Iggy Pop and the Stooges". Hoewel Raw Power later een grote invloed zou hebben op de punkrock-beweging, vielen de verkoopcijfers wederom tegen. Na enkele maanden toeren zette de band er in 1976 voorgoed een punt achter. Een opname van een van de laatste optredens is terug te vinden op het album Metallic KO.

### Reünie in 2003
In 2003 kwam het tot een reünie van Iggy Pop met de gebroeders Asheton. The Stooges verleenden hun medewerking aan vier nummers ("Little Electric Chair", "Skull Rings", "Loser", en "Dead Rockstar") op Iggy Pops solo-album Skull Ring. Als The Stooges en later Iggy and The Stooges gingen ze weer op tournee, zowel in de Verenigde Staten als Europa.
Ron Asheton overleed in januari 2009. Zijn broer Scott Asheton overleed in maart 2014. Van de oorspronkelijke bezetting is alleen Iggy Pop nog in leven. In 2016 zei gitarist James Williamson dat The Stooges vanwege deze sterfgevallen geen toekomst meer heeft.

## Stagediven
Er wordt wel gezegd dat Iggy Pop het stagediven heeft uitgevonden. Op 13 juni 1970 werden er op het Cincinnati festival, tijdens de nummers "TV Eye" en "1970" beelden gemaakt waarop te zien is hoe Iggy Pop het publiek induikt en het publiek hem op de armen draagt. Dit is sindsdien een iconisch rockbeeld.

## Discografie

### Studioalbums
- The Stooges (1969)
- Fun House (1970)
- Raw Power (1973)
- The Weirdness (2007)
- Ready to Die (2013)

### Livealbums
- Metallic K.O. (1976)
- Telluric Chaos (2005)

### Compilatiealbums
- 1970: The Complete Fun House Sessions (1970)
- Heavy Liquid (2005)